# Тудор Степан Йосипович
Степа́н Йо́сипович Ту́дор (справжнє прізвище Олексю́к, 25 серпня 1892, с. Пониква, нині Бродівський район, Львівська область — 22 червня 1941, Львів) — український комуністичний письменник, публіцист і політичний діяч, філософ (представник Львівсько-Варшавської школи філософії, доктор філософії).
Депутат Українських Народних Зборів Західної України у Львові.

## Життєпис
Степан Тудор народився 25 серпня 1892 року у священицькій родині. Змалку пережив матеріальну скруту, раннє заробітчанство. Під час Першої світової війни, 1914 року його, студента першого курсу Львівського університету, мобілізовують до австро-угорської армії. На фронті потрапив у російський полон, що спричинило перебування С. Олексюка в Наддніпрянській Україні (вчителював у с. Березняки теперішньої Черкаської області).
Повернувшись до Галичини (1923), активно пропагує ідеї марксизму радянського штибу. Закінчив філософський факультет Львівського університету (1926), працював учителем у Чорткові, але не ужився з владою («комуністичний агітатор»). З 1927 року включився в літературну й політичну боротьбу — зокрема, як один з організаторів журналу «Вікна», органу львівських письменників лівої орієнтації, згодом об'єднаних у спілку «Горно».

Час минав у конфліктах з поліційним управлінням та судовою владою, що притискали журнал «Вікна», співредактором (разом з Василем Бобинським), а згодом і редактором якого був С. Олексюк. Після закриття часопису у 1932 зазнав вигнання до Золочева.

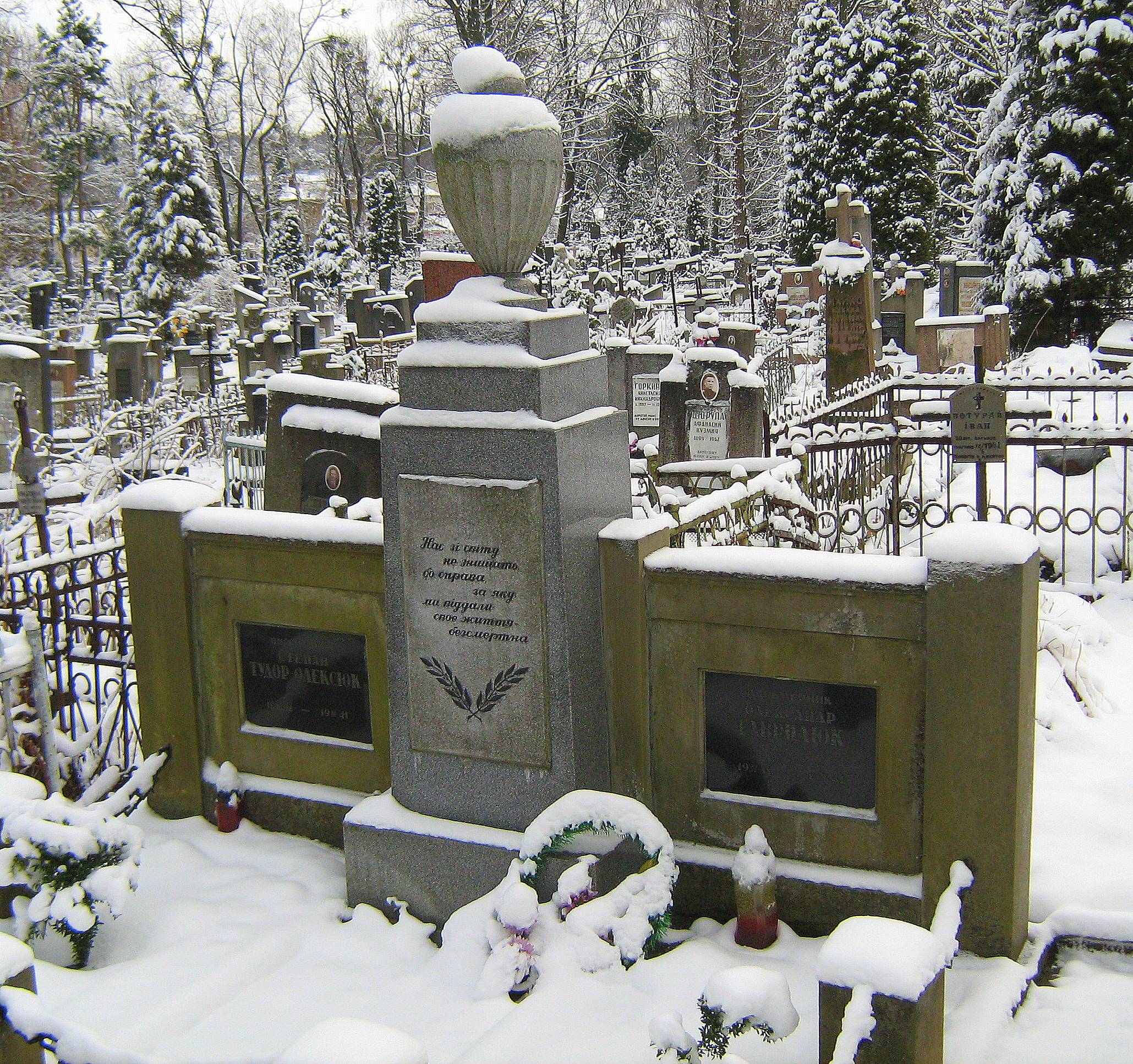
Надгробок С.Олексюка-Тудора на Личаківському кладовищі у Львові

Після 17 вересня 1939 брав участь у розподілі панської землі між селянами. У жовтні — депутат Українських Народних Зборів Західної України у Львові.
1939-1941 — у Львові брав участь у створенні та керівництві місцевим відділенням Спілки радянських письменників України.
У день нападу Німеччини на СРСР (22 червня 1941) загинув разом зі своєю дружиною і групою лівих галицьких письменників (Олександр Гаврилюк із дружиною, Францішек-Станіслав Парецький та Зоф'я Харшевська) у Львові від випадкового влучання німецької авіабомби.
Похований на Личаківському цвинтарі, поруч з Олександром Гаврилюком (поле № 84).

## Творчість
Друкуватися почав у 1925 році (переважно у лівій пресі). За 16 років літературної діяльності написав понад 70 творів, серед них поезії, оповідання, повісті, нариси, літературно-критичні, філософічні та публіцистичні статті. 
Належав до об'єднання західноукраїнських письменників, які перебували на марксистській та радянофільській платформі «Горно» (Василь Бобинський, Мирослава Сопілка, Ярослав Кондра, Олександр Гаврилюк), члени якого розробляли соціальну проблематику, застосовуючи модерністську поетику.
Книги прози: збірка «Народження» (1929), повість «Молошне божевілля» (1930) і високо цінована в радянському літературознавстві сатирична повість-памфлет «День отця Сойки» (1932—1941), спрямована проти греко-католицького духівництва в Галичині. Перша її частина до 1941 була готова, а друга — далека до завершення. Автор ніколи не оприлюднював цілісний роман — вже після його загибелі знайшли напівзнищений рукопис першої частини та машинописи її ж (в іншій редакції) і незакінченої другої частини. З цього комуністичні видавці скомпілювали опублікований згодом текст.
Цікаво, що кілька вступних сторінок «Дня отця Сойки» Тудор опублікував в альманасі «Поцейбіч» (1934), який став своєрідним маніфестом колишніх членів літературної групи «Горно» проти нової сталінської політики в УРСР. Тверді комуністи Петро Козланюк та Ярослав Галан у своїй манері затаврували це видання: «Альманах „Поцейбіч“ випустили шахрайством замасковані націоналісти, щоб під маскою горнівської ідеології… пройти в робітничо-селянськї ряди на зах.-українських землях з метою дворушництва й націонал-фашистського шкідництва», «…згаданий „альманах“ є ділом агентів Коновальця, які ще за існування „Вікон“ усіма засобами намагалися саботажувати роботу „Горна“ й звести її в болото українського націоналізму».
Під керівництвом засновника Львівсько-Варшавської філософської школи Казимира Твардовського оприлюднив низку філософських праць (зокрема, докторську дисертацію «Про так зване спостережувальне судження. Дослідження з психології пізнання», захищена у 1932).

## Дослідження творчості
«Історія української літератури XX століття». Книга перша. За редакцією В.Дончика:
«Творчість цього письменника — одне з яскравих свідчень суперечності між талантом та служінням ідеї, котра стає добровільним переконанням і упокорює талант, робить його інструментом не так мистецтва, як політики».
Професор Микола Ільницький:
«Це був дуже освічений і дуже талановитий чоловік… Його статті, новели, роман — це дуже талановиті речі… Він друкував дуже хороші статті про Антонича… Він має заслуги перед літературою. Щодо антицерковної діяльності, йому справді закидають роман „День отця Сойки“. Але це перший роман внутрішнього монологу. З художньої точки зору — це високовартісний роман… Тудор був дуже начитаною людиною, цікавився не лише марксистською філософією, але і поглядами Рассела, Ніцше, дотримувався позитивістських поглядів».

### Рецензії на твори
- Я.Галан. «Степан Тудор „Народження“. Оповідання. Видавництво „Радянський письменник“. 1941» [Архівовано 8 серпня 2016 у Wayback Machine.].

## Пам'ять
1962 року встановлено меморіальну таблицю на будинку № 4 на вулиці Львівській у Золочеві, де письменник мешкав у 1931—1939 роках. Демонтовано 12 серпня 2022 року.
22 червня 1971 року (у 30-ту річницю загибелі письменника) встановили меморіальну таблицю на будинку по вул. Жовтневій, 48 у Львові, біля якого С. Олексюк-Тудор загинув (скульптор В. Липовий). Демонтовано.
На честь С. Тудора названо ряд вулиць у населених пунктах України:
- в Івано-Франківську (тепер вул. Слави Стецько);
- у Золочеві Львівської області (тепер вул. Василя Кука);
- у Чорткові (тепер вул. Героїв Маріуполя);
- у Бродах Львівської області (тепер о. Михайла Левенця);
- у селищі Красне Золочівського району (тепер вул. Соборна);
- у с. Білокоровичі Коростенського району Житомирської області (у цьому селі С. Олексюк мешкав у 1921—1923 роках).

Відповідно до постанови Верховної Ради України від 5 липня 2012 року, 25 серпня 2012 року на загальнодержавному рівні відзначалась 120-та річниця з дня народження Степана Тудора.

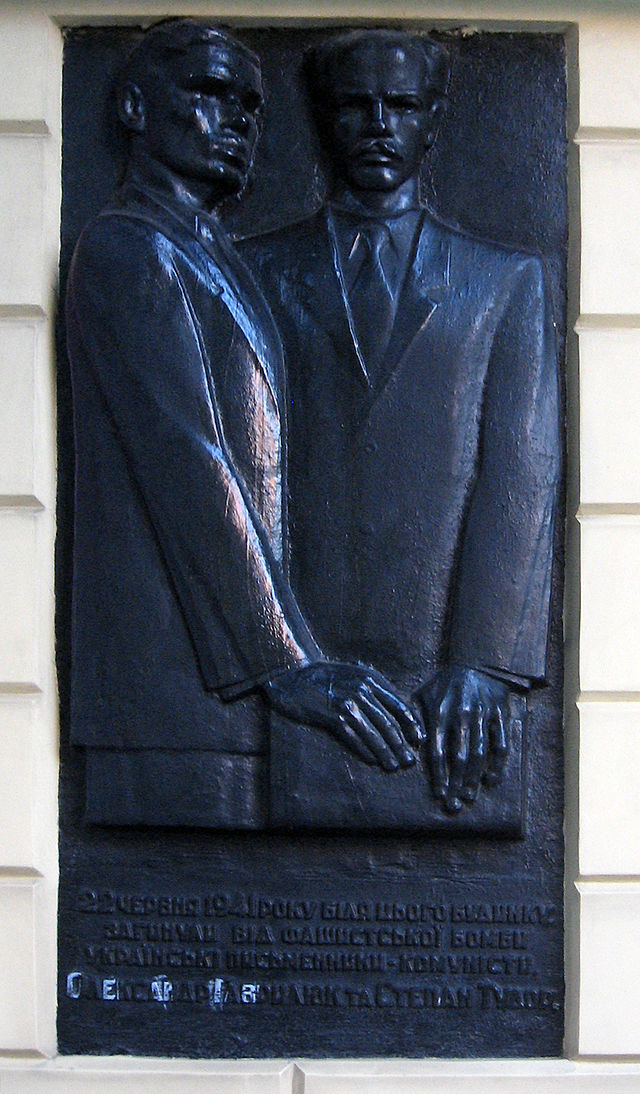
Меморіальна таблиця, встановлена на місці загибелі С. Тудора й О. Гаврилюка (демонтовано)

### Демонтаж дошки у Львові
У квітні 2014 року в Львові розгорівся скандал із закриттям магазином квітів «Бон Бутон» меморіальної таблиці на честь С. Тудора на місці гибелі останнього в 1941 році. Магазин, розташований за адресою вул. Дорошенка, 48, повісив рекламний банер поверх меморіальної дошки, встановленої на будинку. Після реакції місцевих органів охорони культурного середовища, рекламу було демонтовано. Як пояснили такий випадок власники магазину, вони були змушені вдатись до такого кроку у зв'язку із частими випадками антикомуністичних акцій. Цей випадок викликав відповідну реакцію у львівському соціумі та поновив інтерес до особи С. Тудора.
На виконання розпорядження міського голови від 19 лютого 2016 «Про виконання Закону України „Про засудження комуністичного та націонал-соціалістичного (нацистського) тоталітарних режимів в Україні та заборону пропаганди їхньої символіки“ у м. Львові» працівники Галицької районної адміністрації м. Львова меморіальну таблицю демонтували 25 травня того ж року близько 12.00. Згаданим розпорядженням міського голови було передбачено, що артефакт мав бути переданий до Меморіального музею тоталітарних режимів «Територія терору».

### Демонтаж пам'ятника у Львові

Демонтований нині пам'ятник Степанові Тудору на площі Маланюка у Львові

9 травня 2016 року на площі Євгена Маланюка близько 40 активістів громадських організацій «Білі Горвати», «Сокіл», ЦК «Азов» та батальйону «ОУН» намагалися знести пам'ятник Степанові Тудору. Спецпідрозділ міліції без попередження жорстоко розігнав активістів, побивши їх гумовими кийками. Кілька потерпілих із забоями та закритими травмами звернулись до лікарні.
За фактом групового хуліганства та спроби знести пам'ятник Тудору поліція відкрила провадження за ознаками злочину, передбаченого частиною 2 статті 296 КК України.
Для вирішення долі пам'ятника у Львівській міській раді створили робочу групу з представників міськради, громадських діячів, активістів і науковців. Попередньо робоча група вважає за доцільне передати пам'ятник в один із музеїв Львова як музейний експонат. Зі слів одного з учасників робочої групи, історика Романа Шуста, рішення комісії було майже одностайним, аргументи були схожими: пам'ятник на своєму первісному місці «не пасує з кількох причин. По-перше, це площа Маланюка, а з Тудором це дві протилежні особистості. По-друге, твори Тудора є дуже контраверсійними для різних груп. Такі гострі суперечки можуть призвести до знищення пам'ятника. А пам'ятник роботи Крвавича заслуговує на те, щоби бути збереженим».
Насправді особа Тудора під закон про декомунізацію формально не підпадає, що підтвердили і в Українському інституті національної пам'яті (він не обіймав керівних посад, не причетний до встановлення радянської влади на території України і не був працівником органів державної безпеки).
7 вересня 2016 року було демонтовано пам'ятник Тудору. Після демонтажу його передали до Львівської національної галереї мистецтв імені Бориса Возницького.

## Твори
- «Орля. (Історія про ціну жіночого мізинця) [Архівовано 8 серпня 2016 у Wayback Machine.]» («Діло», 1925, 11 жовтня, ч. 227, с. 2).
- «Червоний усміх. Теж про те, як у судьбі Ліди Танської стрінулись дві троянди [Архівовано 29 травня 2016 у Wayback Machine.]» («Вікна», 1927, № 2, с. 1—5)
- «Мати. Поліський примітив [Архівовано 18 червня 2016 у Wayback Machine.]» («Вікна», 1928, № 4, с. 3—7)
- «Марія. Події з життя наймичок розказані просто» (фрагмент) [Архівовано 8 серпня 2016 у Wayback Machine.] («Вікна», 1928, № 11, с. 1— 3)
- «Молошне божевілля. Патетична повість про Міру, Лі й колектив [Архівовано 8 червня 2016 у Wayback Machine.]» («Вікна», 1930, № 1, с. 7—31; № 2, с. 5—21; № 3, с. 7—39; останній друкований Тудором прозовий твір; гостро розкритикований комуністичною критикою)
- «Один день отця Михайла Сойки» (уривок з повісті) [Архівовано 8 серпня 2016 у Wayback Machine.] (альманах «Поцейбіч», 1934, с. 29—33)
- «O spotkaniach z książkami [Архівовано 8 серпня 2016 у Wayback Machine.]» («Sygnały» N70, 1939, 1 czerwca)
- «Спроба аналізу помилок [Архівовано 29 травня 2016 у Wayback Machine.]», доповідь на засіданні психологічної секції Польського філософського т-ва, 4 червня 1927 року.